# Una notte a Lisbona
Una notte a Lisbona (One Night in Lisbon) è un film statunitense del 1941 diretto da Edward H. Griffith.
Il film è basato sull'opera teatrale There's Always Juliet del 1931 scritta da John Van Druten.